# مارک کریتون
مارک کریتون (انگلیسی: Mark Creighton؛ زادهٔ ۸ اکتبر ۱۹۸۱) بازیکن فوتبال اهل بریتانیا است.
از باشگاه‌هایی که در آن بازی کرده‌است می‌توان به باشگاه فوتبال آکسفورد یونایتد، باشگاه فوتبال کیدرمینستر هاریرس، و باشگاه فوتبال ورکسام اشاره کرد.